# FIDO Alliance
FIDO Alliance（ファイド アライアンス、Fast IDentity Online Alliance）は、生体認証などを利用した新しいオンライン認証技術の標準化を目指して2012年7月に発足した非営利の標準化団体、業界団体。

## 歴史
- 2009年、当時PayPalの最高情報セキュリティ責任者（英語版）で、後にFIDOの代表に就任するMichael Barrettの元に、指紋認証技術を提供するValidity Sensors社の最高技術責任者が訪問。BarrettがFIDOの構想を抱く[5]。
- 2012年7月、PayPalなどの6社によってFIDOが設立される[2]。
- 2013年2月、FIDOが一般公開 (public launch)される[2]。
- 2014年4月7日、株式会社ディー・ディー・エス (DDS)が日本で初めてFIDOに加盟[8]。
- 2015年2月16日、「FIDO Alliance 日本上陸記者発表会」が開催される[4]。
- 2022年5月5日、Apple、Google、Microsoftの3社、FIDO AllianceとWorld Wide Web Consortium(W3C)が策定した共通のパスワードレス認証のサポートを拡大する計画を発表した。2023年にかけてまずはApple、Google、Microsoftの3社から利用可能にする計画である。[9]

## 会員
2015年4月現在のBoard Level会員は以下の20社。この他に、Sponsor Levelとして55、Associate Levelとして117のメンバーが加盟している。
- Alibaba group
- ARM
- Bank of America
- CrucialTec
- Discover

- Google
- IdentityX
- Lenovo
- MasterCard
- Microsoft

- Nok Nok Labs
- NXP
- Oberthur Technologies
- PayPal
- Qualcomm

- RSA
- Samsung
- Synaptics
- Visa
- Yubico

## 作業部会
FIDOでは、ふたつの作業部会がふたつの標準プロトコルを策定してきた。

### UAF標準
Universal Authentication Frameworkの略称。端末内に生体認証データやPINを登録し、Webサービスなどにその端末を登録すれば、利用者が端末で生体認証（または、PINの入力。もしくはその併用）を行う事でログインが可能になる方式。

### U2F標準

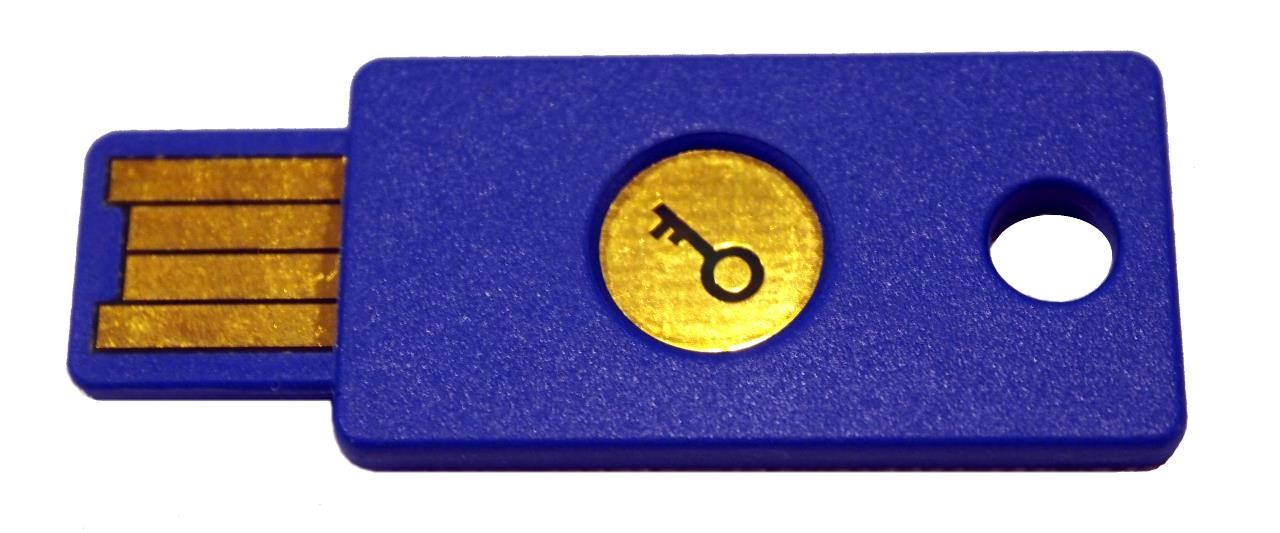
U2F対応のUSBトークン端末

Universal Second Factorの略称。既存の認証方式を導入しているWebサービスなどが、二要素認証を導入する際に用いる方式。利用者は、従来通りのアカウントIDとパスワードによる認証後、U2Fに対応したUSB端末やNFC端末を使う事でログインが可能になる。